# Albert Olsson
För andra betydelser, se Albert Olsson (olika betydelser).
Albert Olsson född 30 augusti 1904 i Eslöv, död 9 maj 1994 i Harplinge, var en svensk författare.
Efter folkskollärarexamen i Lund 1924 var han folkskollärare på olika håll i södra Sverige innan han 1929 kom till Lyngåkra i Harplinge socken i Halland. Han debuterade 1928 under pseudonymen Albert Borgasgård med novellsamlingen Erotik, och utgav därefter ett par diktsamlingar, Verser från Harplinge (1930) och Kring gårdarna vid havet (1933), samt romanen ... och jorden ger (1939), en halländsk bondeskildring. Genombrottet kom med Sand (1940), som tillsammans med Gränsland (1942) och Tore Gudmarsson (1945) utgör en romantrilogi med motiv från 1600-talets Halland. Femte akten (1943) var en prästgårdsroman från samtidens Skåne, Kleber & Frank (1944) handlade om ett köpmanshus på Västkusten och Stjärnorna har sagt (1946) skildrar den polska godsägaradeln i Ukraina under början av 1900-talet. Romanen Den nye (1947) skildrade en folkskollärare som kommer till en avsides liggande socken. Han skrev även folklivsnoveller i tidningar och tidskrifter. I Bortom sol och måne (1943) samlade han allegoriska sagor med indiskt motiv. 1948 utgav han diktsamlingen Skuggspel och romanen Vår långa väg med motiv från stenåldern.

### Redaktör
- Svenska folkskolans 100-årsminne : Uddevalla 5-6 juni 1942  : program m. m / redigerad av Albert Olsson. Uddevalla: A. Olsson. 1942. Libris 1455923
- Det ofullbordade samhället : en antologi för opposition och eftertanke. Stockholm: Tiden. 1956. Libris 883830

## Priser och utmärkelser
- 1950 – ABF:s litteratur- & konststipendium
- 1954 – Boklotteriets stipendiat
- 1962 – Handelsanställdas förbunds pris på 10 000 kronor för boken Makt och fattigdom